# Riego Arriba
Riego Arriba (en asturiano: Rieguarriba) es un lugar de la parroquia española de Oviñana, perteneciente al municipio de Cudillero, en la comunidad autónoma de Asturias.

## Historia
Hacia mediados del siglo XIX, el lugar, por entonces perteneciente a la parroquia de Soto de Luiña del municipio de Cudillero, tenía contabilizada una población de 234 habitantes. Aparece descrito en el decimotercer volumen del Diccionario geográfico-estadístico-histórico de España y sus posesiones de Ultramar de Pascual Madoz con las siguientes palabras:

RIEGO-ARRIBA: l. en la prov. de Oviedo, ayunt. de Cudillero y felig. de Sta. María de Soto de Luiña. sit. en un llano á orilla del mar, con ventilacion bastante incómoda por hallarse muy azotado de los vientos; su terreno es de buena calidad y muy fértil. prod.: maiz, habas, patatas y demas frutos. pobl.: 56 vec. y 234 alm.
(Madoz, 1849, p. 471)

Riego Arriba fue entidad singular de población de la parroquia de Oviñana hasta 2017, año en que tenía empadronados 196 habitantes, todos ellos en el núcleo de población de ese nombre. Ya no figura ni en el Nomenclátor del Instituto Nacional de Estadística ni en el Nomenclátor de entidades de población de la Sociedad Asturiana de Estudios Económicos e Industriales.